# Florence Knoll
Florence Marguerite Knoll Basset (* 24. Mai 1917 in Saginaw, Michigan; † 25. Januar 2019 in Coral Gables, Florida) war eine der renommiertesten US-amerikanischen Designer und Architekten des 20. Jahrhunderts und eine Vorreiterin in der Herstellung moderner Möbel. Ihre innovative Innenraumgestaltung beeinflusste die zeitgenössische Innenarchitektur nachhaltig.

## Leben
Florence Knolls Eltern starben früh. Als Waise war sie ab 1932 Internatsschülerin an der Kingswood Mädchenschule in Bloomfield Hills, Michigan. Auf dem Gelände des Schulkomplexes befand sich die Cranbrook Academy of Art, die sich unter der Leitung von Eliel Saarinen zum Zentrum für fortschrittliche Architekten und Künstler entwickelte. Saarinen und seine Frau Loja wurden auf das Interesse und die Begabung des jungen Mädchens aufmerksam und integrierten sie in ihre Familie. Wenn sie während der Ferien mit ihrem Sohn Eero in ihre alte Heimat Finnland und andere Länder Europas reisten, nahmen sie das Mädchen mit. Dort lernte es die herausragenden Bauwerke der europäischen Architekturgeschichte kennen. Auch machte das Ehepaar Saarinen das junge Mädchen mit befreundeten Künstlern wie Le Corbusier, Frank Lloyd Wright und Alvar Aalto bekannt.

## Studium
Nach dem Schulabschluss 1934 begann Florence Knoll ein Studium an der Cranbrook Academy of Art, wo sie in den Metall-, Holz- und Keramikwerkstätten kunsthandwerkliche Fähigkeiten erwarb und erste Möbelentwürfe zeichnete. Ab 1935 studierte sie an der ältesten Hochschule für Architektur, der Architectural Association in London.
Als mit Ausbruch des Zweiten Weltkriegs alle amerikanischen Studenten in Europa in die Vereinigten Staaten zurückkehren sollten, kamen der Studentin ihre Kontakte zugute: Wesentlich für ihre Entscheidung für die Universität Harvard war, dass der emigrierte Bauhaus-Designer Marcel Breuer, der Erfinder der Stahlrohrmöbel, dort an der Harvard University Graduate School of Design (GSD) unterrichtete. Am Illinois Institute of Technology war sie Studentin von Ludwig Mies van der Rohe. Von ihm, so war ihre Einschätzung, habe sie „mehr gelernt als von jedem anderen und das in weniger Worten“.

## Beruflicher Werdegang
Im Architekturbüro von Marcel Breuer und Walter Gropius in New York begann sie ihre berufliche Tätigkeit. Danach arbeitete sie im Studio von Max Abramovitz und Wallace K. Harrison mit, die sich in den 1930er Jahren beim Bau des Rockefeller Centers profiliert hatten. In den autobiografischen Materialien von Florence Knoll findet sich die Erinnerung, dass sie an diesem Arbeitsplatz mit männlichen Vorurteilen konfrontiert wurde: „Da ich die einzige Frau war, wurde ich mit den wenigen anfallenden Innenräumen beauftragt.“ Parallel arbeitete die Berufsanfängerin bereits als selbstständige Architektin und lernte im Rahmen ihrer Arbeit Hans Knoll kennen.
1943 trat die junge Architektin in Knolls Firma ein. 1946 heirateten die beiden. Laut Florence war Hans ein „phantastischer Verkäufer und brillanter Unternehmer“, der die geschäftliche Leitung übernahm, während sie an der Spitze der neu gegründeten Planungsgruppe stand, alle Designbereiche der Firma ihr unterstellt waren und sie überall da, wo es um die visuelle Erscheinung ging, das letzte Wort hatte. Die Firma wurde in Knoll Associates umbenannt.

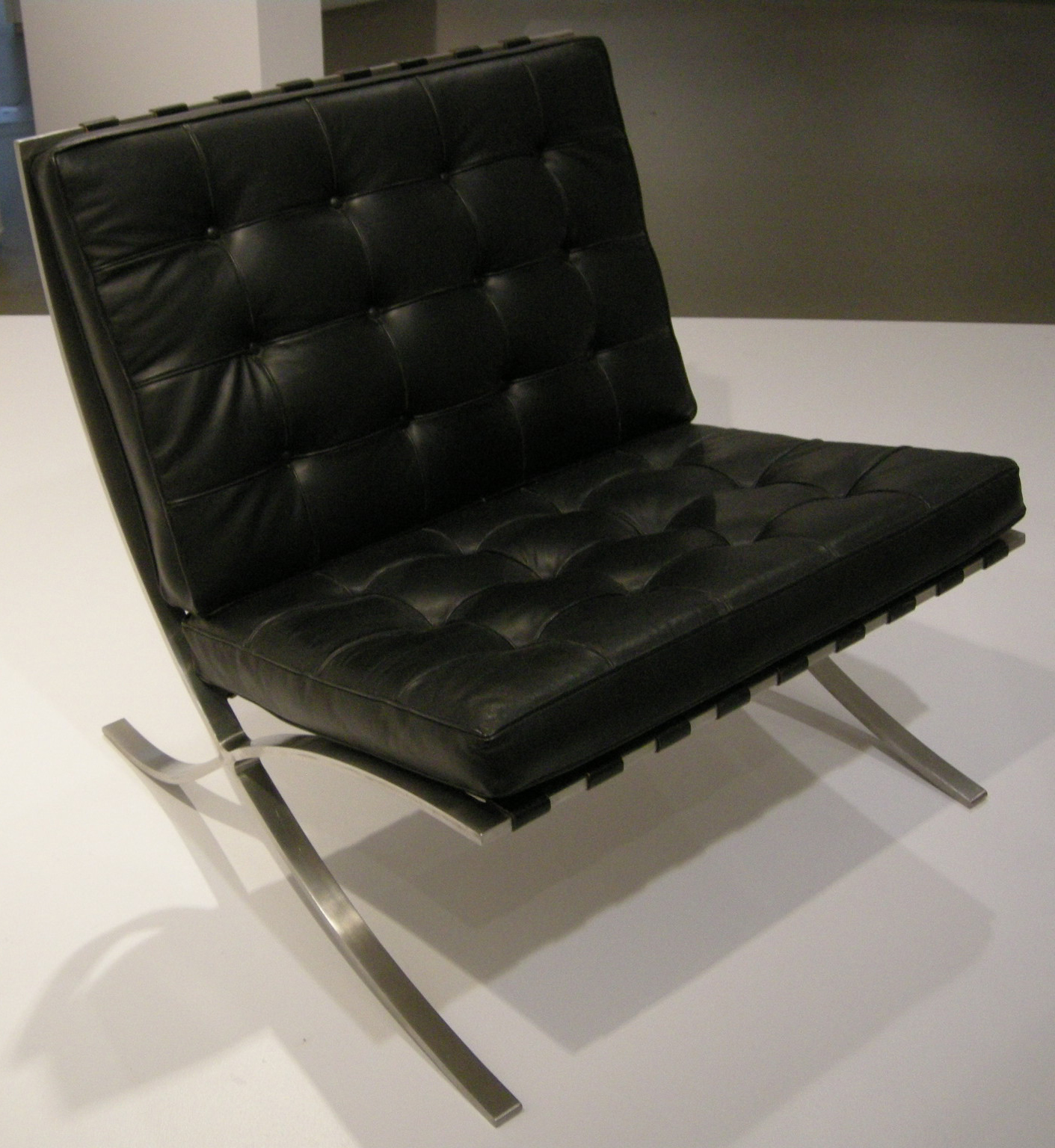
Florence Knoll sicherte sich bereits 1948 mit unternehmerischem Weitblick die Herstellungsrechte für den legendären Barcelona-Sessel von Ludwig Mies van der Rohe, der auch heute noch von Knoll gebaut wird.

Das ständig expandierende Unternehmen baute nicht nur auf Florence Knolls eigene Entwürfe, sondern spezialisierte sich auch auf Ideen innovativer Architekten und Designer wie Ludwig Mies van der Rohe, Marcel Breuer, Harry Bertoia, Isamu Noguchi, die Einrichtungsgegenstände für Knoll konzipierten.
Von Ludwig Mies van der Rohe übernahm Florence Knoll die Konzentration auf Details und von Eliel Saarinen die Einbeziehung aller Elemente in ihren Entwurfsvorgang. Florence Knoll handelte nach dem Motto Good Design is Good Business. Sie hatte „den Dialog zwischen Interieur und Raum im Blick“.
Nach dem Unfalltod ihres Mannes im Jahr 1955 leitete Florence Knoll bis 1965 die Firma allein. Sie stellte einen Geschäftsführer ein, kümmerte sich aber nach wie vor um neue Entwürfe und die Vermarktung. Nach ihrer Heirat mit dem Bankier Harry Hood Basset 1958 und dem Umzug nach Miami pendelte sie zwischen ihrem Wohnort und New York, übte die Unternehmensleitung aber auch aus der Ferne erfolgreich aus. Beispielsweise entwarf die frühere Webmeisterin am Bauhaus Anni Albers abstrakte geometrische Vorlagen für Raumtextilien. Erst 1965 zog sie sich aus der Firma zurück.

## Werk

### Innenraumgestaltung
- Universitätsgebäude

Die Innengestaltung des Studentenwerks des Ohio State College wurde von Florence Knoll entworfen, ebenso 1954 das Center for the Advanced Study of the Behavioral Sciences der Universität Stanford in Palo Alto, Kalifornien. 1956 folgten die Innenräume der Southern Methodist University in Dallas und der studentische Speisesaal der Universität Rochester in Rochester in New York
- Bürogebäude

1957 arbeitete Knoll die Pläne für die Innengestaltung des Gebäudes der Connecticut Life Insurance Company in Hartford aus. Eine zukunftsträchtige Wirkung hatte der Auftrag zur Erneuerung der Innenräume des Bürogebäudes des Medienkonzerns CBS in New York City. Als nämlich später CBS ein neues, von Eero Saarinen erbautes Bürogebäude bezog, wurde die Raumgestaltung ebenfalls an Florence Knoll übertragen. Erst nach dem erfolgreichen Abschluss dieses wichtigen Projekts 1965 verließ sie das Unternehmen.
- Knoll Showrooms

1951 entwarf Knoll für ihr Unternehmen den ersten Showroom in New York, es folgten weitere in den USA (unter anderem in Los Angeles (Kalifornien)) und Europa (unter anderem 1960 in Rom).

### Möbel
Florence Knoll entwarf Sofas, Sessel, Tische und Sideboards in einem minimalistischen Stil in der Tradition des Bauhauses.
Die schnörkellosen Formen wurden mit innovativen Materialien und Herstellungsverfahren verbunden, wie etwa bei ihrem klassischen Couchmodell 1206 aus dem Jahr 1954. Möbelstücke von Florence Knoll haben Eingang in renommierte Museen gefunden, unter anderem das Museum of Modern Art in New York City und das Philadelphia Museum of Art.
Ihre autobiografischen Aufzeichnungen befinden sich heute im Archiv of American Art der Smithsonian Institution.

#### Möbeldesign (Auswahl)
- 1954 Sofa 1205, Hersteller Knoll International[8]
- 1961 Sideboard 2544, Hersteller Knoll International[8]

## Auszeichnungen und Ehrungen
2002 wurde ihr für ihren Beitrag zum Design des 20. Jahrhunderts die National Medal of Arts verliehen. Damit erhielt sie die bedeutendste Auszeichnung, die der Kongress der Vereinigten Staaten an Künstler und Förderer der Künste verleiht.

## Rezeption
In der Serie Mad Men wurde der reduzierte Stil von Florence Knoll Jahrzehnte später einem großen Publikum zugänglich gemacht: Im Büro des Serienhelden Don Draper dienten die Sofas aus der von ihr entworfenen Lounge-Kollektion als Blickfang.